# Songs and Stories
Songs and Stories ist ein Jazzalbum von Callum Au und Claire Martin. Die 2019 in den Londoner Stadium and Air Studios  entstandenen Aufnahmen erschienen als LP und CD am 26. Juni 2020 auf Stunt Records. 

## Hintergrund
Nach einer Karriere von 30 Jahren und mehr als 20 Alben war Songs ans Stories die erste Aufnahme der Sängerin mit einem großen Orchester – insgesamt 82 Musiker wirkten an der Produktion mit. Die Formation im Tanzorchesterformat wurde geleitet von Posaunist Callum Au leitete, der auch als Arrangeur fungierte. Songs and Stories ist eine zeitgenössische Auswahl von Liedern des Great American Songbook, die überwiegend aus Musicals der 1930er, 40er und 50er Jahre stammen. Außerdem benutzt Callum Au auf vier Tracks eine Big Band, die ähnlich zeitlos spielt, wie es das Count Basie Orchestra erstmals Ende der 1950er Jahre in der Atomic-Phase vorführte. Zu den Solisten zählen Nadim Teimoori am Tenorsaxophon in „I Concentrate on You“, Sam Mayne am Altsaxophon in „Hello Young Lovers“, Andy Wood an der Posaune in „I Get Along Without You Very Well“ und Freddie Gavita an der Trompete in „Pure Imagination“.

## Titelliste
- Callum Au, Claire Martin: Songs and Stories (Stunt Records STUCD 20062)[4]

1. Pure Imagination (Leslie Bricusse, Anthony Newley) 5:42
2. Let's Get Lost (Jimmy McHugh, Frank Loesser) 4:14
3. I Get Along Without You Very Well (Hoagy Carmichael) 4:24
4. The Folks Who Live on the Hill (Jerome Kern) 3:39
5. Hello, Young Lovers! (Oscar Hammerstein II, Richard Rodgers) 2:34
6. I Concentrate on You (Cole Porter) 6:57
7. I Never Went Away (Richard Rodney Bennett) 3:55
8. The Night We Called It a Day (Matt Dennis, Tom Adair) 4:33
9. Stars Fell on Alabama (Frank Perkins, Mitchell Parish) 3:37
10. Don't Like Goodbyes (Harold Arlen; Truman Capote) 3:58
11. You and the Night and the Music (Arthur Schwartz, Howard Dietz) 2:56

## Rezeption
John Arnett schrieb in London Jazz News, der Gesamtsound sei kraftvoll und raffiniert, immer eine sympathische Folie für die Stimme und mit einer bemerkenswerten Vielfalt an Klangfarben, Stimmungen und Tempi. In dieser Show scheinen Stimme und Orchestrierung wirklich aufeinander abgestimmt zu sein. Zu den Höhepunkten des Albums zählt der Autor eine faszinierende Interpretation von Cole Porters „I Concentrate on You“, die er als das Herzstück des gesamten Projekts in Bezug auf Dramatisierung und emotionale Wirkung wertet. Das treibende und dynamische Arrangement von Callum Au fügt etwas völlig Neues und Überzeugendes in Form eines wiederkehrenden melodischen Themas zwischen den Verse-Teilen hinzu, das vom Klavier bis zum gesamten Ensemble und zurück reicht. „Stars Fell on Alabama“ sei ein stilvolles und mitreißendes Stück mit einer erfinderischen und herausragenden Vokalimprovisation. Dies sei ein sehr lohnendes Album, resümiert Arnett, das sich durch Musikalität und Gesang von sehr hohem Rang auszeichne.
Nach Ansicht von Dave Gelly (The Guardian) komme hier die geheimnisvolle Kunst der Orchestrierung ins Spiel, in der der bemerkenswerte junge Arrangeur Callum Au bereits ein Meister sei. Das Ergebnis sei das, was viele anstreben, aber nur wenige erreichen: Popmusik, die sowohl vertraut als auch neu klinge. Durch die Neufassung von Songs wie „Hello, Young Lovers“ und „I Concentrate On You“ erweckten Martin und Au sie zum Leben, manchmal ziemlich verblüffend. Das Tenorsaxophon-Solo in letzterem von Nadim Teimoori sei nicht von dieser Welt. Martin könne manchmal einen lyrischen Klang erzeugen, als würde sie laut denken. Sie mache dies hier mit „Pure Imagination“ und die Streicher passten perfekt zu ihr, so der Autor.
Nach Ansicht von Derek Ansell, der das Album im Jazz Journal rezensierte, habe Callum Au mit seinen hellen, funkelnden Arrangements das nahezu Unmögliche erreicht und elf robuste, aber abgenutzte Standards in frische Musik verwandelt. Zu den Höhepunkten zählt der Autor die beiden Orchesterstücke „I Concentrate on You“ und „I Get Along Without You Very Well“, zweifellos dank der erzählerischen Wärme von Claire Martins Stimme und dem präzisen Spiel des Orchesters. „I Never Went Away“ sei ein weiterer Leckerbissen, eine sanfte, sensible Stimme, die durch eine bittersüße Englischhorn-Passage eingeführt wird. „Das Horn begleitet auch Claire Martins Stimme und verleiht ihrem Gesang harmonische Würze.“
Peter Qunn (Jazz Wise) meinte, an verschiedenen Stellen des Albums würden Meister wie Johnny Mandel, Vince Mendoza und Nelson Riddle in Erinnerung gerufen, aber Au besäße eindeutig sein eigenes, hochkarätiges Talent zum Geschichtenerzählen. Der Autor hob auch die Leistung von Louis Dowdeswell hervor, der sich sowohl als Lead-Trompeter, Mix-Ingenieur und Co-Produzent beteiligte.
Das Album wurde 2021 in der Kategorie Jazzalbum des Jahres bei den Parliamentary Jazz Awards ausgezeichnet.

## Besetzung
- Arrangement, Produktion: Callum Au
- Orchesterleitung – Mark Nightingale
- Trompete – George Hogg, James Davison, Louis Dowdeswell, Tom Walsh
- Horn [Stimmführer] – Richard Watkins
- Blechbläser – Corrine Bailey, Katy Woolley, Matt Gunner
- Posaune – Barry Clements, Callum Au, Chris Traves, Matt Lewis
- Posaune [Stimmführer] – Andy Wood
- Tuba – Owen Slade
- Saxophone – Martin Williams, Paul Booth, Sam Mayne, Simon Marsh, Tom Richards
- Holzbläser – Howard McGill, Jane Marshall, Jessamy Holder, Monica McCarron, Peter Long, Simon Marsh
- Holzbläser [Stimmführer] – Karen Jones
- Gitarre – Tommy Emmerton
- Harfe – Hugh Webb
- Piano, Celesta – Rob Barron
- Bass – Jeremy Brown
- Schlagzeug – Matt Skelton
- Perkussion – James Turner
- Violine – Anna Harpham, Ben Buckton, Charis Jenson, Charles Mutter, Ciaran McCabe, Emma Parker, Everton Nelson, Gemma Sharples, Helena Wood, Kate Robinson, Katerina Nazarova, Lizzie Ball, Maria Spengler, Marianne Haynes, Matt Elston, Natalia Bonner, Nicole Wilson, Patrick Savage, Pete Graham, Ruth Rogers, Thom Gould, Tom Piggott Smith
- Violine [Stimmführer] – Jeremy Isaac
- Violine, Konzertmeister – John Mills
- Bratsche – Annie Beilby, Anna Cooper, Ben Newton, Bruce White, Bryony Mycroft, Jonathan Barritt, Kay Stephen
- Bratsche [Stimmführer] – Lydia Lowndes-Northcott
- Cello – Adrian Bradbury, Frank Schaeffer, James Barralet, Magda Pietraszewska, Rowena Calvert
- Cello [Stimmführer] – Bozidar Vukotic
- Kontrabass – Laurence Ungless, Richard Pryce
- Kontrabass [Stimmführer] – Dom Worsley